# Can Catlar
Can Catlar és una casa senyorial situada al núm. 7 del carrer del Sol de Palma.
El casal pertangué als Lloscos, barons de Bunyolí, fins a 1486, quan fou venut a Pere Descatlar i de Santa Coloma, senyor de la Bossa d'Or. Del segle xviii ençà els seus descendents reben el títol de marquesos del Palmer. A mitjan segle xvi es va construir la façana, renaixentista, organitzada en tres trams. L'interior té l'ingrés asimètric adovellat amb arc de mig punt i finestres en els seus extrems. Les finestres del pis noble són rectangulars, creuades per un medalló amb una iconografia al·legòrica de les virtuts d'un guerrer: Fortalesa, Prudència, Pietat, Caritat i Temprança.
En la porxada s'utilitza l'arc conopial. El pati interior és de traçat irregular, amb un vestíbul cobert amb arcs rebaixats i cassetonat de fusta, i dos portals que condueixen als estudis decorats amb grotescs i garlandes, segons el gust renaixentista. Els segles xviii i xix els llenyams foren decorats a l'estil rococó, es construí la nova escala principal, que deformà el pati, i s'instal·laren xemeneies a les sales.
Albergava una gran biblioteca amb un arxiu valuós, del qual destacava una lletra autògrafa del rei Alfons el Magnànim a un membre de la família Descatlar. També contenia tapissos, mobles i antiguitats i pintures de Guillem Mesquida i Vicent López.
El 1973 fou declarat Monument Històrico-Artístic. El 1990 n'era propietària Pilar Descatlar Machimbarrena, marquesa del Palmer.